# Mysticoncha harrisonae
Mysticoncha harrisonae is een slakkensoort uit de familie van de Velutinidae. De wetenschappelijke naam van de soort is voor het eerst geldig gepubliceerd in 1946 door Powell.